# 오정농수산물시장
오정농수산물도매시장은 대전광역시 대덕구 오정동에 위치한 도매시장이다. 농·수산물이 주 거래 대상이다. 모든 시설들이 지상에 위치해 있다. 대전에 있는 도매시장 중 가장 오래된 시장이며 도매시장 법인으로는 농협대전공판장, 대전청과㈜, 한밭수산㈜가 있다.

## 개요
- 위치 : 대전광역시 대덕구 한밭대로 450(오정동 705)
- 개장일 : 1987년 11월 2일
- 종사자 : 474명 (임직원 85, 경매사 30, 중도매인 359)
- 규모 : 부지 - 74,437m2, 건물 - 20동 34,484m2, 주차장 - 800면
- 2009년 판매실적 : 거래량 - 228천톤/년 , 736톤/일 거래액 - 2,777억원/년, 896백만원/일
- 입주도매 시장법인 : 대전청과㈜, 농협대전공판장, 한밭수산㈜

## 시설현황
- 경매장 : 청과물경매장, 야채경매장, 수산물경매장, 건어물경매장, 축산경매장 등
- 종합상가동, 후숙장, 저온저장고, 관리동, 새마을금고, 전기실, 경비실 등

## 특징
- 시내 중심권에 위치해 있어서 도매상, 소매상으로부터 공급이 원활하다.
- 중부권 교통의 요충지로서 분산 및 반송이 유리하다.
- 불량식품 구입시의 신속한 리콜제 실시로 소비자 보호를 한다.

## 사용 시간
- 개방시간 : 오전 4시 ~ 오후 6시
- 휴장일 : 매주 일요일, 1월 1일, 추석 3일, 설날 3일

## 버스
- 오정농수산물시장 : 102번, 605번, 606번, 614번, 617번, 703번, 706번
- 한밭대교 : 105번, 316번, 614번, 1001번

## 같이 보기
- 노은농수산물시장